# Stuttjärnen, Hälsingland
Stuttjärnen är en sjö i Bollnäs kommun i Hälsingland och ingår i Norralaåns huvudavrinningsområde. Sjön är 8,1 meter djup, har en yta på 0,142 kvadratkilometer och befinner sig 162,1 meter över havet. Sjön avvattnas av vattendraget Stuttjärnsån.

## Delavrinningsområde
Stuttjärnen ingår i det delavrinningsområde (681610-154467) som SMHI kallar för Utloppet av Stuttjärnen. Medelhöjden är 217 meter över havet och ytan är 2,37 kvadratkilometer. Räknas de 2 avrinningsområdena uppströms in blir den ackumulerade arean 13,48 kvadratkilometer. Stuttjärnsån som avvattnar avrinningsområdet har biflödesordning 2, vilket innebär att vattnet flödar genom totalt 2 vattendrag innan det når havet efter 33 kilometer. Avrinningsområdet består mestadels av skog (86 procent). Avrinningsområdet har 0,14 kvadratkilometer vattenytor vilket ger det en sjöprocent på 5,9 procent.